# Jorge Humberto Torres
Jorge Humberto „Negro” Torres Mata (ur. 27 sierpnia 1962 w Guadalajarze) – meksykański piłkarz występujący na pozycji pomocnika, trener piłkarski.
Jego ojciec Alfredo Torres również był piłkarzem.

## Kariera klubowa
Torres pochodzi z miasta Guadalajara i jest wychowankiem akademii juniorskiej tamtejszego zespołu Club Atlas, którego piłkarską legendą pozostaje jego ojciec Alfredo „Pistache” Torres. Do seniorskiej drużyny, będącej wówczas beniaminkiem najwyższej klasy rozgrywkowej, został włączony już jako siedemnastolatek, a w meksykańskiej Primera División dał mu zadebiutować jego ojciec, będący wówczas szkoleniowcem Atlasu, 23 września 1979 w zremisowanym 1:1 spotkaniu z Pueblą. Szybko wywalczył sobie miejsce w wyjściowej jedenastce, premierowego gola w pierwszej lidze zdobywając 24 listopada tego samego roku w wygranej 1:0 konfrontacji z Tolucą. Ogółem barwy Atlasu reprezentował przez osiem lat, głównie jako podstawowy zawodnik, rozgrywając wówczas blisko 200 spotkań w lidze, jednak nie zdołał osiągnąć żadnych sukcesów zarówno na arenie krajowej, jak i międzynarodowej. W połowie 1987 roku został zawodnikiem innego klubu z Guadalajary – Tecos UAG, gdzie w roli podstawowego pomocnika występował przez ponad trzy sezony, również bez większych osiągnięć, po czym w wieku zaledwie 28 lat zakończył piłkarską karierę.

## Kariera trenerska
Po zakończeniu kariery piłkarskiej Torres rozpoczął pracę w roli szkoleniowca, również na tej płaszczyźnie będąc związanym głównie ze swoim macierzystym Club Atlas. Przez kilka lat pracował tam w akademii juniorskiej i jako asystent trenera, zaś w kwietniu 2005 zastąpił Sergio Bueno na stanowisku opiekuna pierwszej drużyny. Poprowadził ją w zaledwie czterech spotkaniach, notując zwycięstwo, remis i dwie porażki, po czym objął funkcję szkoleniowca drugoligowych rezerw Atlasu – Coyotes de Sonora, które w 2006 roku zmieniły nazwę na Académicos de Guadalajara. W 2007 roku po wielu latach opuścił Atlas w wyniku konfliktu z koordynatorem akademii młodzieżowej Danielem Ahmedem. W 2008 roku przez kilka tygodni trenował kolejnego drugoligowca – ekipę Petroleros de Salamanca, zaś w latach 2009–2011 pracował jako koordynator szkolenia juniorów w zespole Club Tijuana. W późniejszym czasie powrócił do Atlasu, gdzie również pracował z juniorami, przez krótki czas będąc również asystentem trenera José Luisa Maty.
W maju 2014 Torres został szkoleniowcem drugoligowego Club Celaya, lecz z powodu słabych wyników stracił pracę trzy miesiące później, notując zaledwie jedno zwycięstwo w jedenastu spotkaniach. W styczniu 2015 znalazł zatrudnienie w trzecioligowej ekipie Cimarrones de Sonora.